# Valla torg

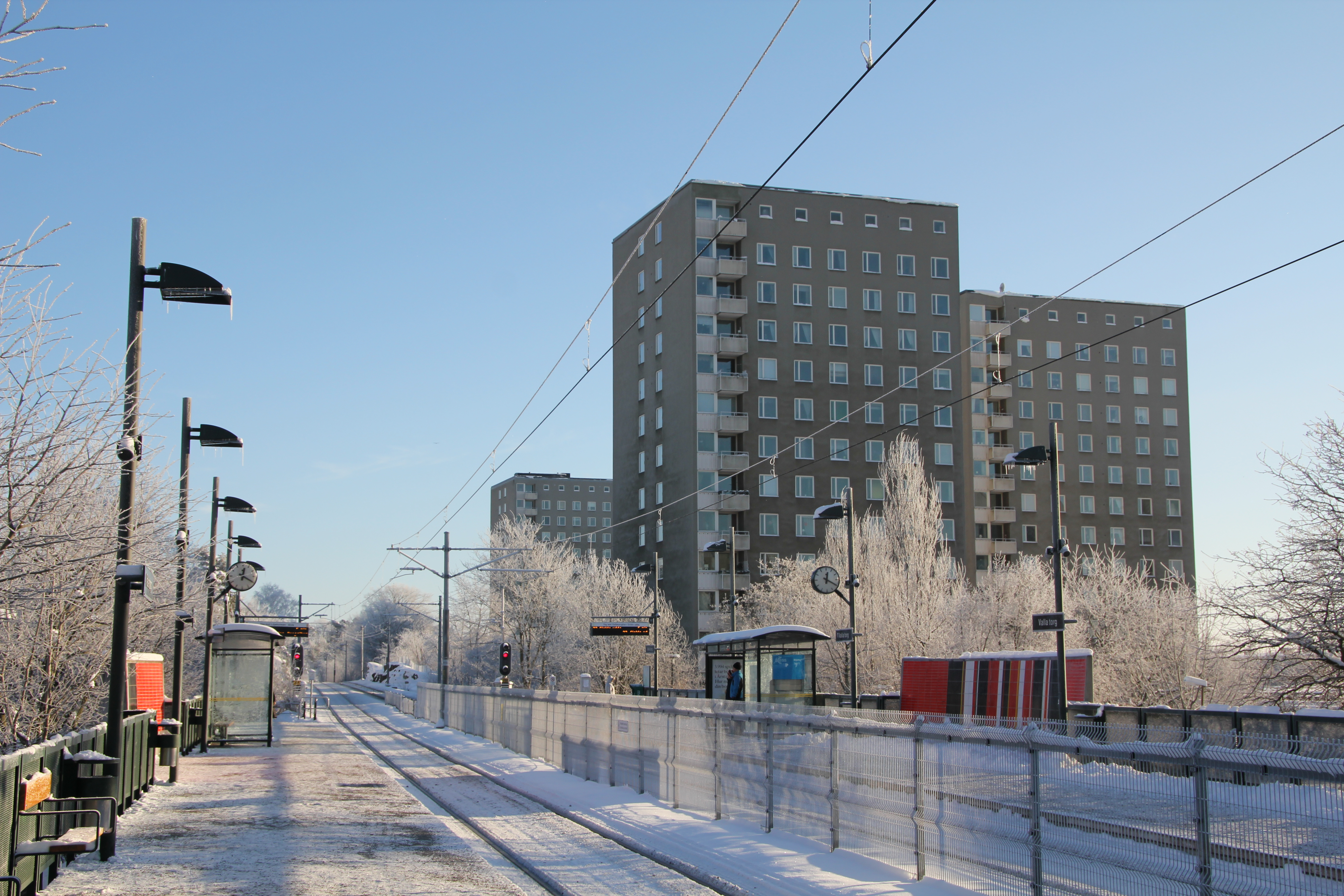
Valla torg spårvagnshållplats.

Valla torg är en öppen plats i stadsdelen Årsta i Söderort inom Stockholms kommun. Den ligger vid Sandfjärdsgatans mellersta del och använder gatans adressnumrering. Torget har sitt namn efter Valla gård med rötter tillbaka till medeltiden. Valla gård var under många år utgård till Årsta gård. Valla bytomt låg vid nuvarande kvarteret Sävlången vid Sandfjärdsgatan. Vallas gamla bebyggelse revs 1960.
Platsen mäter 120x50 meter och invigdes 1965. Vid den finns fontänen Vallafontänen av konstnären Bertil Johnson.
Namnet används även för en av Tvärbanans hållplatser. Hållplatsen ligger vid f.d. Nyboda-Enskede järnvägs banvall mellan Valla torg och Rämensvägen. Avståndet till station Alvik är 7,0 kilometer.
Till exempel så finns det en glasbyggnad nära Valla torg belägen vid Sandfjärdsgatan.